# Fabian Jansen
Fabian Jansen (1983) is een Nederlands acteur, film- en theaterregisseur.

## Levensloop
Jansen studeerde in 2005 af als acteur aan de Toneelacademie Maastricht. Hij is getrouwd en heeft een dochter.
Jansen speelde grote rollen bij gezelschappen als Noord Nederlands Toneel (NNT), Theater Artemis, Orkater, Peergroup, Onafhankelijk Toneel, De Toneelschuur, Toneelgroep Maastricht, Theater Zeelandia, het Vlaamse NTGent, Antigoné en t Arsenaal, het Duitse Bühne Wittenberg en het Ierse Dead Centre Theatre Company in meer dan 40 stukken op podia in Nederland, België, Duitsland, Oostenrijk, Denemarken, Ierland, Engeland en New York. 
Jansen schreef/regisseerde voorstellingen voor onder andere Theater Artemis, Onafhankelijk Toneel, Toneelschuur en Noord Nederlands Toneel. Daarnaast produceerde, regisseerde en schreef hij voor Fabuch Social Cinema onder andere de prijswinnende films Ella, Lady, Maalkop, ADA en Vanmiddag zal het regenen en theatermonoloog Gemma.
In 2017 richtte hij Fabuch Social Cinema op, een inclusief film- en theaterproductiehuis.
Fabuch produceert qua verhaal en werkmethode op een innovatieve manier urgente projecten en daarbijbehorende landelijke impactcampagnes, met als doel reële en blijvende verandering. Projecten van Fabuch lagen al tweemaal aan de basis voor nieuwe onderzoeken en wetsvoorstellen in De Tweede Kamer. Daarmee is Fabuch al vijf jaar een stille sociaal-artistieke kracht in het cultuurlandschap en verbindt op eigen wijze theater/film met ’t sociale domein.
Jansen volgde in 2019 een traject tot "impact producer" en werkte als zodanig voor onder andere Stadsschouwburg De Harmonie, International Arthouse LUX, NHL Stenden en Dutch Directors Guild. Ook werkt hij als adviseur voor het Amsterdams Fonds voor de Kunsten (AFK).
Daarnaast is hij (gast)docent aan verschillende hogescholen en mbo's, waar hij teksttoneel, improvisatie, communitytheater, impact produceren, filmacteren en filmregie doceert.  
Jansen is lid van de Dutch Directors Guild (DDG), ACT Acteursbelangen, The Dutch Actors Studio en Atelier Néerlandais in Parijs, Frankrijk.

## Filmografie
- Hotnews.nl - Ray-X (2006)
- Vreemd bloed - Bolle (2010)
- Restlucht - Tjokke Fokkema (2011)
- Webcam - Rob (2011)
- Mees Kees - Ome Sjon (2012)
- Lieve Céline - Ronnie (2013)
- Symbiose (2013)
- Mannenharten - Niels (2013)
- Heer & Meester - Timo Altena van Koningsbergen (2014)
- Nena (film) - Theo (2014)
- P - Politieman (2014)
- Keet & Koen en de Speurtocht naar Bassie & Adriaan - Jonkheer (2015)
- Missie Aarde - Harold (2015-2016)
- Popoz - Van Stege (2015)
- Mannenharten 2 - Niels (2015)
- Missie Aarde - Harold (2015-2016)
- Meesterspion - Geheime dienst (2016)
- Uilenbal - Hulpvader (2016)
- Lappen - Jurjen (2016)
- De mannentester - Arjen (2017)
- Voor elkaar gemaakt - Jelle (2017)
- Meisje van plezier - Maurice (2017)
- Elias - Eddy (2017)
- Sint & Co - Druif (2017)
- Dorst - Barman (2017)
- De Vloer Op (2017-2019)
- De Vloer Op jr. (2018-2019)
- The Host - Chief Vanderbilt (2020)
- Ada - Frank (2021)
- De Zitting - Wout van der Smissen (2021)
- Alles van Waarde - Erwin (2021)
- Lampje - Flint (2023)

- Library of Congress Control Number: nb2012008175
- Nederlandse Thesaurus van Auteursnamen: 391792555
- Virtual International Authority File: 317176506